# Hornhaj
Hornhaj (Heterodontus francisci) är en haj som finns vid Amerikas Stilla havskust. Familjen är mycket gammal, och går nästan tillbaka till mesozoikum.

## Utseende
En kraftig haj med stort, trubbigt huvud med höga, hornliknande benkammar ovanför ögonen. Munnen har en tandbeväpning som är karakteristisk för familjen: Framtänderna är spetsiga för att hålla fast bytet, de bakre utgörs av stora, svagt välvda plattor avsedda att krossa det. Färgen på rygg och sidor är mörk- till ljusgrå eller brun med små, mörkbruna till svarta fläckar. Under ögat har den ett mörkare fält med små, mörka prickar. Buken är gulaktig. Ungfiskarna har klarare färger och tydliga, sadelliknande teckningar. Arten blir sällan längre än knappt en meter, även om honan som mest kan bli upp till omkring 120 cm. Hanen är tydligt mindre än honan, och blir knappast större än 83 cm. Normalt väger de vuxna fiskarna kring 10 kg.

## Vanor
Hornhajen är en bottenlevande haj som vanligtvis uppehåller sig på kontinentalhyllan vid ett djup av 2 till 11 m, även om den kan gå ner så djupt som 150 m. Under vintern vandrar den ut till djupare vatten, vanligen under 30 m. Arten är tydligt uppdelad åldersmässigt med avseende på djup och habitat: Ungfiskarna, från 35 till 48 cm, lever i djupare vatten (40 till 150 m) än de vuxna fiskarna. De yngre fiskarna föredrar också släta sandbottnar, medan de vuxna fiskarna främst bebor områden med sjögräsbäddar eller klippiga rev med grottor och klippskrevor. Arten är nattaktiv, och vilar under dagen, vanligtvis på samma plats som tidigare.
Den simmar dåligt, och kryper ofta fram över bottnen på sina bröst- och bukfenor. Födan består av olika, ryggradslösa djur som snäckor, kräftdjur som krabbor och äkta räkor, bläckfiskar, tagghudingar som sjögurkor och sjöstjärnor samt små benfiskar. Ungfiskarna tar havsborstmaskar, småmusslor och sjöanemoner samt till en mindre del småfisk och bläckfisk. Hornhajen har blivit 12 år gammal i fångenskap; uppgifterna om maximal ålder är osäkra, men man tror att den som mest kan bli 25 år gammal.

### Fortplantning

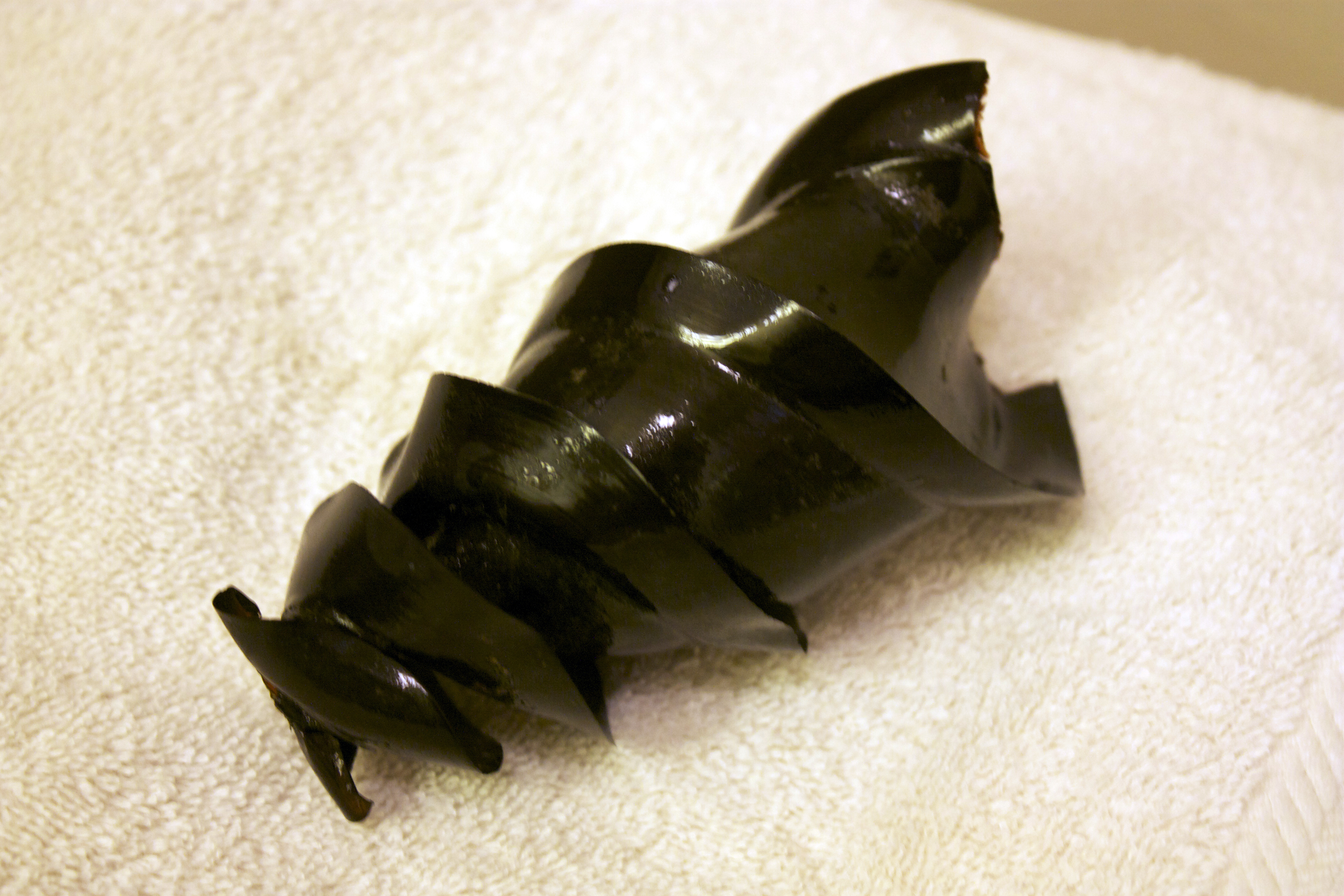
Hornhajens äggkapsel är spiralvriden, vilket gör det lättare för honan att gömma den i klippskrevor

Honan blir könsmogen vid en längd av 58 cm, hanen vid 56 till 61 cm. Arten är äggläggande, men har inre befruktning, och parar sig under december till januari. Under parningen förföljer hanen honan tills hon är parningsvillig, varvid båda sjunker till havsbotten. Hanen biter då tag i en av hennes bröstfenor, och för in ett av sitt pariga fortplantningsorgan i hennes kloak. Mellan februari och april lägger honan därefter sina ägg på grunt vatten (2 – 13 m), vanligtvis i form av en äggkapsel med två ägg, varje 11:e till 14:e dag. Äggen kläcks efter 6 till 10 månader, beroende på vattentemperatur. Äggkapslarna är avlånga med spiralvridna flänsar, vilket gör det enklare för modern att ta upp dem och gömma dem i klippskrevor.

## Utbredning
Utbredningsområdet omfattar östra Stilla havet vid kusterna av södra Kalifornien (i USA) och Baja California, samt, troligen, Perus och Ecuadors Stilla havskuster.